# Distrikt Santo Toribio
Der Distrikt Santo Toribio liegt in der Provinz Huaylas in der Region Ancash in West-Peru. Der Distrikt wurde am 19. Juni 1990 gegründet. Benannt wurde der Distrikt nach Toribio de Mogrovejo, einen spanischen Missionar und Heiligen.
Der Distrikt besitzt eine Fläche von 84,4 km². Beim Zensus 2017 wurden 1136  Einwohner gezählt. Im Jahr 1993 lag die Einwohnerzahl bei 2206, im Jahr 2007 bei 1403. Die Distriktverwaltung befindet sich in der 2860 m hoch gelegenen Ortschaft Santo Toribio mit 283 Einwohnern (Stand 2017). Santo Toribio liegt 23 km nordnordwestlich der Provinzhauptstadt Caraz.

## Geographische Lage
Der Distrikt Santo Toribio liegt an der Ostflanke der Cordillera Negra im Nordwesten der Provinz Huaylas. Die westliche Distriktgrenze verläuft entlang der Wasserscheide der Cordillera Negra.
Der Distrikt Santo Toribio grenzt im Westen an die Distrikte Caceres del Perú und Macate (beide in der Provinz Santa), im Norden und im Nordosten an den Distrikt Huallanca sowie im Osten und im Südosten an den Distrikt Huaylas.

## Ortschaften
Im Distrikt gibt es neben dem Hauptort folgende Ortschaften:
- Huayran
- Iscap
- Nahuinyaco
- Portugal
- Quecuas
- San Lorenzo
- Tambo
- Unión Bellavista